# Vysuň
Vysuň, jež se také nazývá Vulsuň nebo Isun (ukrajinsky Висунь, Вулсунь nebo Ісун, rusky Висунь, Высунь, Вулсунь, Исун nebo Орел) je řeka v Mykolajivské oblasti na Ukrajině. Je 201 km dlouhá. Povodí má rozlohu 2670 km².

## Průběh toku
Pramení na Podněprovské vysočině a teče na jih přes Černomořskou nížinu. Vlévá se zprava do Inhulce (povodí Dněpru).

## Vodní stav
Zdrojem vody jsou převážně sněhové srážky. Řeka vysychá na horním i dolním toku.

## Využití
Využívá se na zásobování vodou.